# Aníbal Zurdo
Aníbal Zurdo Rodríguez (ur. 3 grudnia 1982 w Villahermosie) – meksykański piłkarz pochodzenia hiszpańskiego występujący na pozycji napastnika.

## Kariera klubowa
Zurdo przyszedł na świat w meksykańskim mieście Villahermosa w stanie Tabasco, gdzie dwa lata wcześniej znaleźli pracę jego pochodzący z Hiszpanii rodzice. Już jako dwuletnie dziecko powrócił jednak razem z nimi na stałe do Hiszpanii. W wieku juniorskim terminował przez pewien czas w akademii juniorskiej stołecznego Atlético Madryt, lecz nie potrafił się przebić do seniorskiej drużyny i profesjonalną karierę rozpoczynał w wieku dwudziestu lat w czwartoligowym zespole CD Guadalajara. Po upływie sezonu przeniósł się do podmadryckiego CD Móstoles, również występującego w rozgrywkach Tercera División. Tam także spędził rok, po czym został zawodnikiem czwartoligowych rezerw klubu Valencia CF – Valencia CF Mestalla. Ich barwy reprezentował z kolei przez dwa lata, na koniec sezonu 2005/2006 awansując z nimi do trzeciej ligi. On sam bezpośrednio po tym sukcesie odszedł jednak z drużyny, przechodząc do trzecioligowego Benidorm CF, którego zawodnikiem pozostawał przez rok.
Latem 2007 Zurdo przeniósł się do kolejnego trzecioligowca – tym razem do UD Lanzarote, gdzie spędził sezon, będąc najlepszym strzelcem ekipy, po czym podpisał kontrakt z innym klubem występującym w Segunda División B – CD Leganés. Jego barwy reprezentował z udanym skutkiem przez kolejne dwa lata, w każdym z sezonów zdobywając dziesięć bramek, mimo iż ponad połowę rozegranych meczów rozpoczynał na ławce rezerwowych. W lipcu 2010 na zasadzie wolnego transferu zasilił swój macierzysty zespół CD Guadalajara, występujący już w trzeciej lidze hiszpańskiej, gdzie szybko został podstawowym piłkarzem wyjściowego składu i w sezonie 2010/2011 awansował z nim na zaplecze najwyższej klasy rozgrywkowej. Jako zawodnik Guadalajary spędził w drugiej lidze jeszcze rok, po czym odszedł do innego drugoligowca – CE Sabadell FC. W tym katalońskim zespole występował przez dwa lata, nie odnosząc większych sukcesów w Segunda División, lecz regularnie plasował się w czołówce najlepszych strzelców rozgrywek.
W lipcu 2014 Zurdo po trzydziestu latach powrócił do Meksyku, jako wolny zawodnik przechodząc do tamtejszego klubu Cruz Azul ze stołecznego miasta Meksyk. W rozgrywkach Liga MX zadebiutował 2 sierpnia 2014 w zremisowanym 0:0 spotkaniu z Veracruz, w którym został również ukarany czerwoną kartką.
| Sezon     | Klub           | Kraj      | Rozgrywki          | Mecze | Bramki |
| --------- | -------------- | --------- | ------------------ | ----- | ------ |
| 2002/2003 | CD Guadalajara | Hiszpania | Tercera División   |       |        |
| 2003/2004 | CD Móstoles    | Hiszpania | Tercera División   |       |        |
| 2004/2005 | Valencia CF B  | Hiszpania | Tercera División   |       |        |
| 2005/2006 | Valencia CF B  | Hiszpania | Tercera División   |       |        |
| 2006/2007 | Benidorm CF    | Hiszpania | Segunda División B | 19    | 3      |
| 2007/2008 | UD Lanzarote   | Hiszpania | Segunda División B | 32    | 9      |
| 2008/2009 | CD Leganés     | Hiszpania | Segunda División B | 32    | 10     |
| 2009/2010 | CD Leganés     | Hiszpania | Segunda División B | 35    | 10     |
| 2010/2011 | CD Guadalajara | Hiszpania | Segunda División B | 43    | 12     |
| 2011/2012 | CD Guadalajara | Hiszpania | Segunda División   | 40    | 8      |
| 2012/2013 | CE Sabadell FC | Hiszpania | Segunda División   | 34    | 10     |
| 2013/2014 | CE Sabadell FC | Hiszpania | Segunda División   | 40    | 18     |
| 2014/2015 | Cruz Azul      | Meksyk    | Liga MX            |       |        |